# Divisió de Jammu
La divisió de Jammu és una de les tres entitats administrativa de Jammu i Caixmir, el més septentrional estat de l'Índia. Consisteix en els districtes de Jammu, Doda, Kathua, Ramban, Reasi, Kishtwar, Poonch, Rajouri, Udhampur i Samba. La major part del terreny és accidentat o muntanyós, inclòs el Pir Panjal, que el separa de la vall del Caixmir i part del Gran Himàlaia, als districtes orientals de Doda i Kishtwar. El seu principal riu és el Chenab. La vall del Chenab és una altra divisió important a la regió de Jammu.
La ciutat de Jammu és la ciutat més gran de la divisió de Jammu i la capital d'hivern de Jammu i Caixmir. També es coneix com "la ciutat dels temples", ja que té molts temples i santuaris, amb shikhars brillants projectats cap al cel, que esquitxen l'horitzó de la ciutat, creant l'ambient d'una ciutat hindú santa i pacífica.
És la llar d'alguns dels santuaris hindús més populars de l'Índia, per exemple, Vaishno Devi, Jammu és un important centre de peregrinació per als hindús. La majoria de la població de la divisió de Jammu practica l'hinduisme, mentre que l'islam i el sikhisme gaudeixen d'una forta herència cultural a la regió. A causa de les seves infraestructures relativament millors, Jammu s'ha convertit en el principal centre econòmic de l'estat.

## Districtes
| Districte             | Seu      | Àrea (km²) | Població Cens de 2001 | Població Cens de 2011 |
| --------------------- | -------- | ---------- | --------------------- | --------------------- |
| Districte de Kathua   | Kathua   | 2.651      | 550.084               | 615.711               |
| Districte de Jammu    | Jammu    | 3.097      | 1.343.756             | 1.526.406             |
| Districte de Samba    | Samba    |            | 245.016               | 318.611               |
| Districte de Udhampur | Udhampur | 4.550      | 475.068               | 555.357               |
| Districte de Reasi    | Reasi    |            | 268.441               | 314.714               |
| Districte de Rajouri  | Rajouri  | 2.630      | 483.284               | 619.266               |
| Districte de Poonch   | Poonch   | 1.674      | 372.613               | 476.820               |
| Districte de Doda     | Doda     | 11.691     | 320.256               | 409.576               |
| Districte de Ramban   | Ramban   |            | 180.830               | 283.313               |
| Districte de Kishtwar | Kishtwar |            | 190.843               | 231.037               |

Durant el temps del Maharaja abans de la independència i partició de l'Índia (i de Jammu i Caixmir), els següents districtes també van formar part de la regió de Jammu: Bhimber, Kotli, Mirpur, Poonch (part occidental), Haveli, Bagh i Sudhnati. Avui en dia aquests districtes són part de la zona controlada per Pakistan Azad Kashmir, però són reclamats per l'Índia.